# 2000 في فنزويلا
فيما يلي قوائم الأحداث التي وقعت خلال عام 2000 في فنزويلا.

## سياسة

### انتهاء فترة المنصب
- 28 مارس – كارلوس أندريس بيريز عضو مجلس شيوخ فنزويلا ‏.

## برامج ومسلسلات وأنمي
- قلوب حائرة - ماريا كلارا
- السعادة المفقودة

## مواليد

### يناير
- 2 يناير – دييغو لونا لاعب كرة قدم فنزويلي.[1]
- 23 يناير – داني بيريز لاعب كرة قدم فنزويلي.[2]

### فبراير
- 13 فبراير – خورخي إيشيفيريا لاعب كرة قدم فنزويلي.[3]
- 17 فبراير – نيكولاس خيمينيز لاعب كرة قدم فنزويلي.

### مارس
- 3 مارس – جونيور ألبرتو مورينو لاعب كرة قدم فنزويلي.[4]
- 5 مارس – كريستيان ماكون لاعب كرة قدم فنزويلي.[5]
- 5 مارس – يان كارلوس هورتادو لاعب كرة قدم فنزويلي.[6]

### مايو
- 21 مايو – أدريان زامبرانو لاعب كرة قدم فنزويلي.[7]

### يوليو
- 27 يوليو – كارلوس إدواردو رودريغيز لاعب كرة قدم فنزويلي.[8]

### أكتوبر
- 24 أكتوبر – أدريان الشعراني لاعب كرة قدم سوري.[9]

### نوفمبر
- 3 نوفمبر – مقتل كلويفرت روا

## وفيات

### مارس
- 3 مارس – إسحاق خوسيه باردو (مواليد 1905) مؤرخ فنزويلي.

### أبريل
- 28 أبريل – فيديريكو بريتو فيغيروا (مواليد 1921) مؤرخ فنزويلي.

### يوليو
- 8 يوليو – خوليو غارمنديا (مواليد 1900)